# 张家港农村商业银行
江苏张家港农村商业银行股份有限公司（英語：Jiangsu Zhangjiagang Rural Commercial Bank Co., Ltd.；深交所：002839，简称：张家港行）是全国首家由农村信用社改制组建的农村商业银行，成立于2001年11月27日。现时，该行下辖1家营业部、34家支行、51家分理处，机构网点总数97家，员工2300余名，总行位于张家港市人民中路66号。
2017年1月24日，張家港農村商業銀行在深圳證券交易所中小板上市，上市首日，張家港農村商業銀行股價上漲43.02%。，